# Stazione sperimentale per le industrie delle essenze e dei derivati dagli agrumi

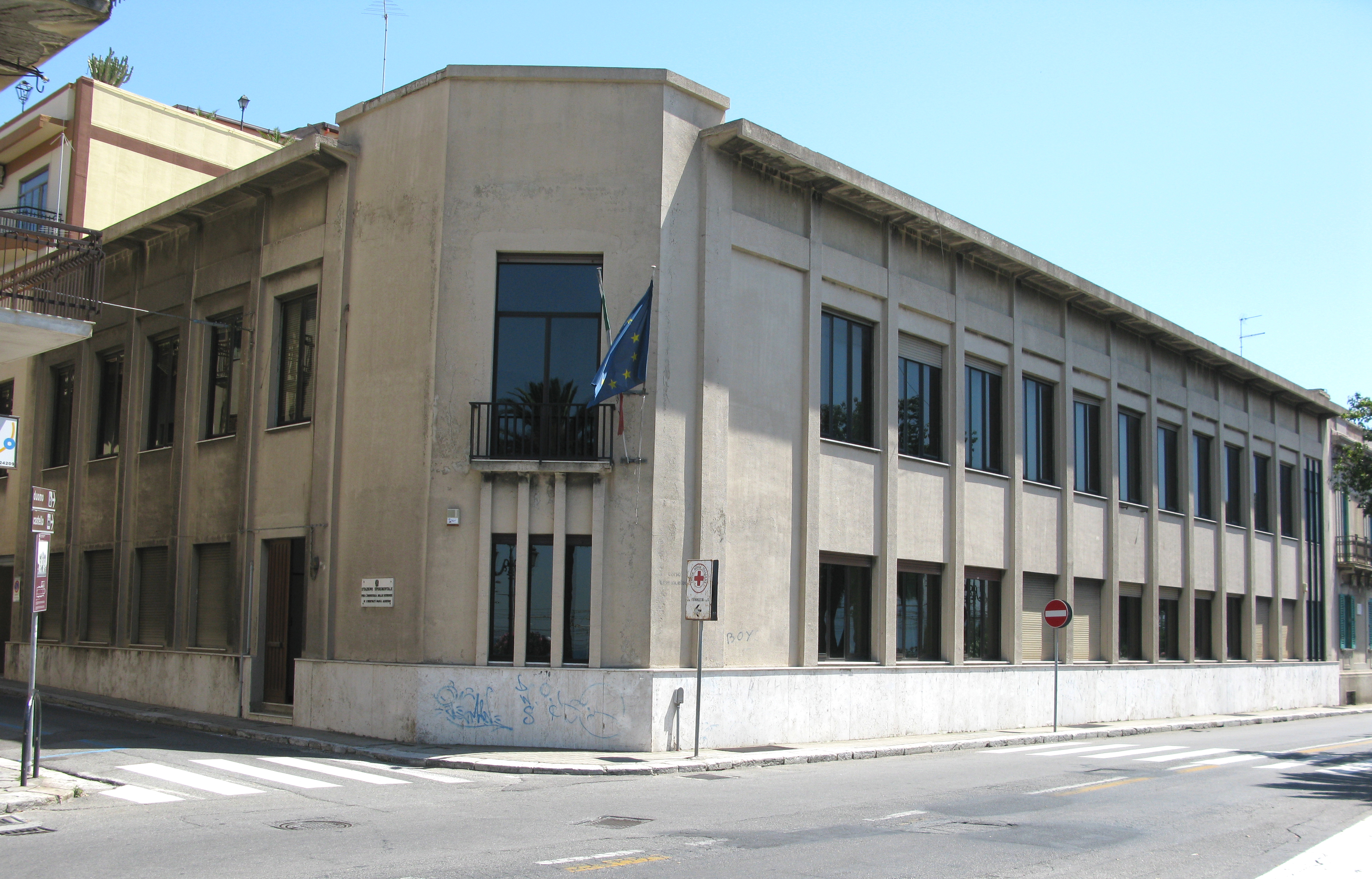
Sede della Stazione sperimentale

La Stazione sperimentale per le industrie delle essenze e dei derivati dagli agrumi, in acronimo SSEA è una azienda speciale della Camera di commercio di Reggio Calabria con sede nella stessa città, via Generale Tommasini, 2.
Ospita una biblioteca e il Museo del Bergamotto.

## Storia

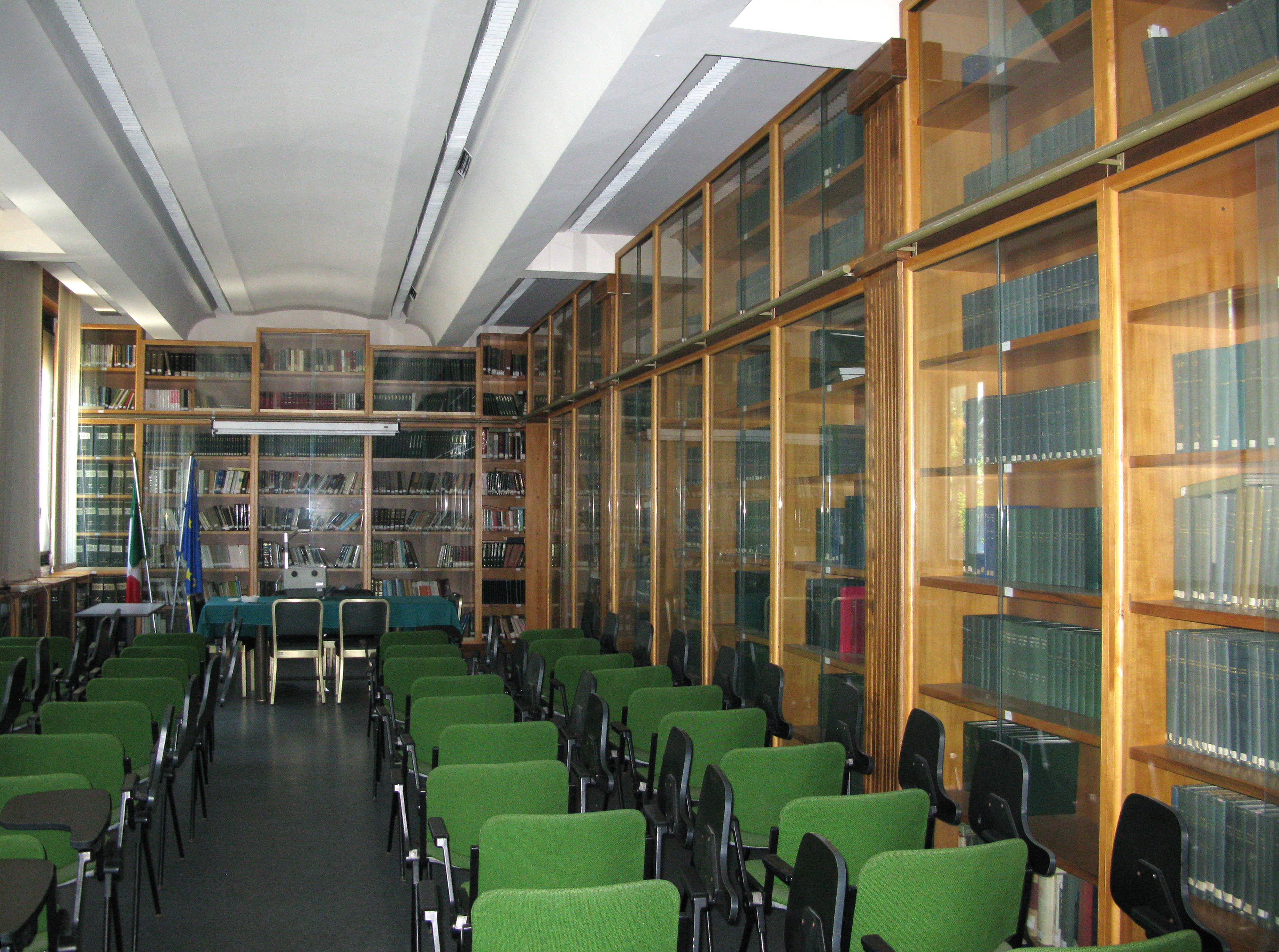
Una sala della biblioteca

Istituita come ente pubblico di ricerca applicata, scientifica e tecnologica con decreto legislativo luogotenenziale 20 giugno 1918, n. 2131. La Stazione, con decreto legislativo 29 ottobre 1999, n. 540 è stata trasformata in ente pubblico economico.

### Commissariamento e soppressione
Dopo un periodo quinquennale di commissariamento (2006 - 2010), il decreto attuativo della legge n. 99 del 23 luglio 2009 sul riordino delle stazioni sperimentali per l'Industria -che prevedeva la soppressione e l'accorpamento della sola SSEA alla Stazione sperimentale per l'industria delle conserve alimentari con sede a Parma- è stato superato dalla manovra economica straordinaria del maggio 2010 (decreto-legge 78/2010) che prevede la soppressione di tutte le stazioni sperimentali. I compiti e attribuzioni della SSEA sono passati alla Camera di commercio di Reggio Calabria.
Il decreto interministeriale attuativo del 1º aprile 2011 ha fissato i tempi e modalità di trasferimento dei compiti e delle attribuzioni, del personale e delle risorse strumentali e finanziarie della soppressa SSEA alla rispettiva Camera di commercio.

### Trasformazione in azienda speciale
La Giunta della Camera di commercio di Reggio Calabria con delibera n. 40 dell'11 giugno 2010 ha costituito l'azienda speciale "Stazione sperimentale per le industrie delle essenze e dei derivati dagli agrumi" mantenendo formalmente la stessa denominazione dell'ente soppresso.
Nel dicembre 2011 Lucio Dattola, presidente della Camera di commercio di Reggio Calabria e presidente pro tempore dell'azienda speciale SSEA, ha annunciato ufficialmente l'acquisizione e presa in carico da parte dell'ente camerale della Stazione Sperimentale.
La legittimità giuridica della costruzione ad hoc delle aziende speciali, quali soggetti giuridici nei quali far confluire direttamente i dipendenti delle soppresse stazioni sperimentali è stata rigettata dalla sentenza pronunciata il 5 aprile 2013 dal giudice del lavoro del Tribunale di Nocera Inferiore, nel ricorso presentato dai dipendenti della sede periferica della SSICA situata ad Angri, nei confronti della CCIAA di Parma. Accertati e dichiarati trasferiti ope legis i rapporti di lavoro subordinato a tempo indeterminato, intercorrenti tra i ricorrenti e la soppressa Stazione sperimentale SSICA, alla Camera di commercio di Parma, a decorrere dall'entrata in vigore del D.L. 31.05.2010 n.78.
Nell'ottobre 2015 il senatore Antonio Caridi presenta un emendamento al DDL n. 2111 con il quale propone la soppressione e parziale trasferimento dei compiti e delle attribuzioni della ex Stazione sperimentale per le industrie delle essenze e dei derivati dagli agrumi, alla Stazione sperimentale per l'industria delle conserve alimentari di Parma.

### Direttori della SSEA
- Alfredo Parrozzani (1918 - 1929)[3]
- Francesco La Face (1929 - 1969)[3]
- Angelo Di Giacomo (1970 - 1991)[3]
- Maria Calvarano (1991 - 1998)[3]
- Domenico Castaldo (1998[3] - 2005)

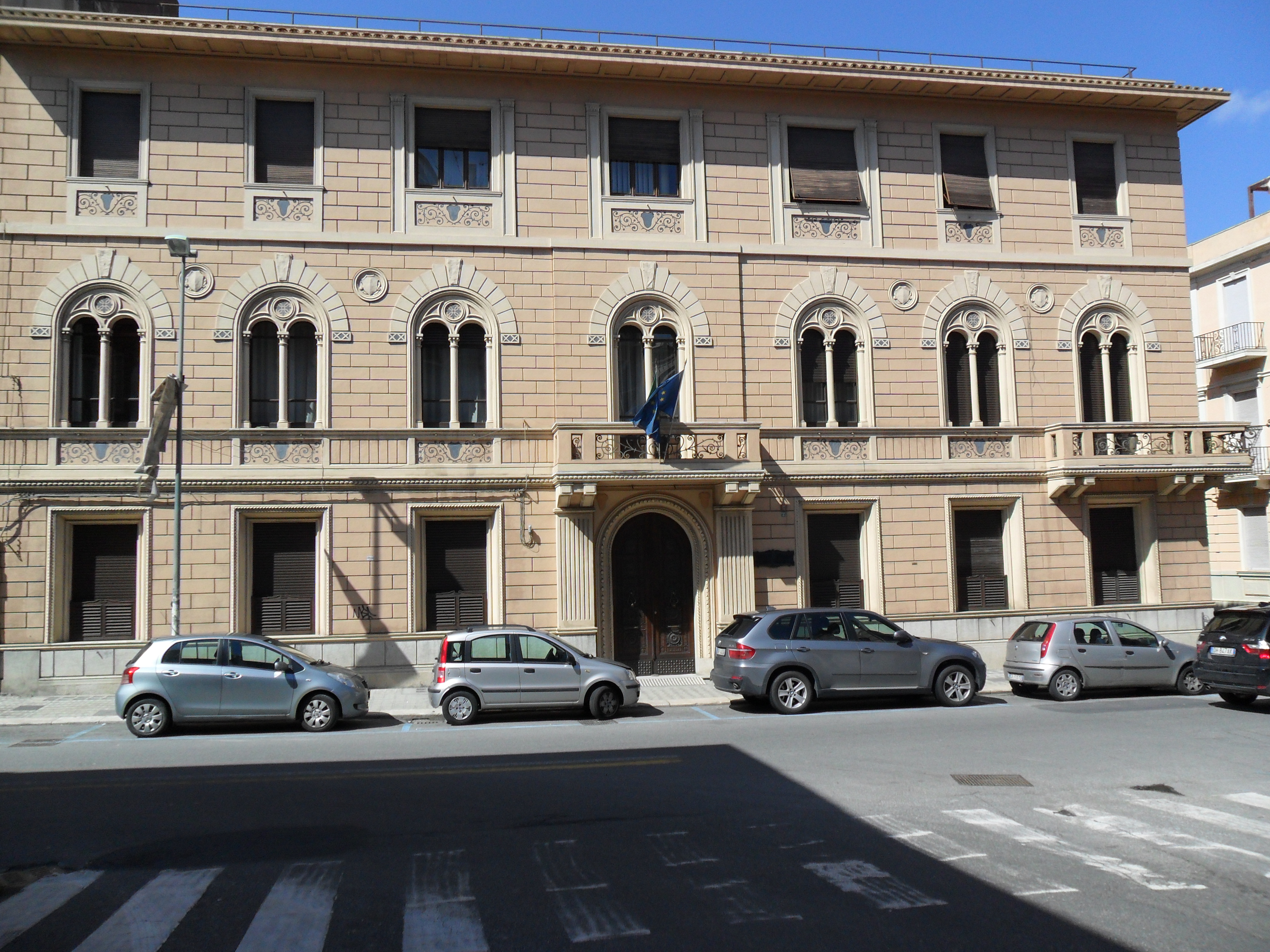
Palazzo della Camera di Commercio di Reggio Calabria

- Mario Mazza (commissario straordinario) (2006)[5][6]
- Marcello Parrinello (commissario straordinario) (2007 - 2010)[7]
- Natina Crea (segretario generale della Camera di commercio di Reggio Calabria) (2010 - In carica)[28]

## Struttura

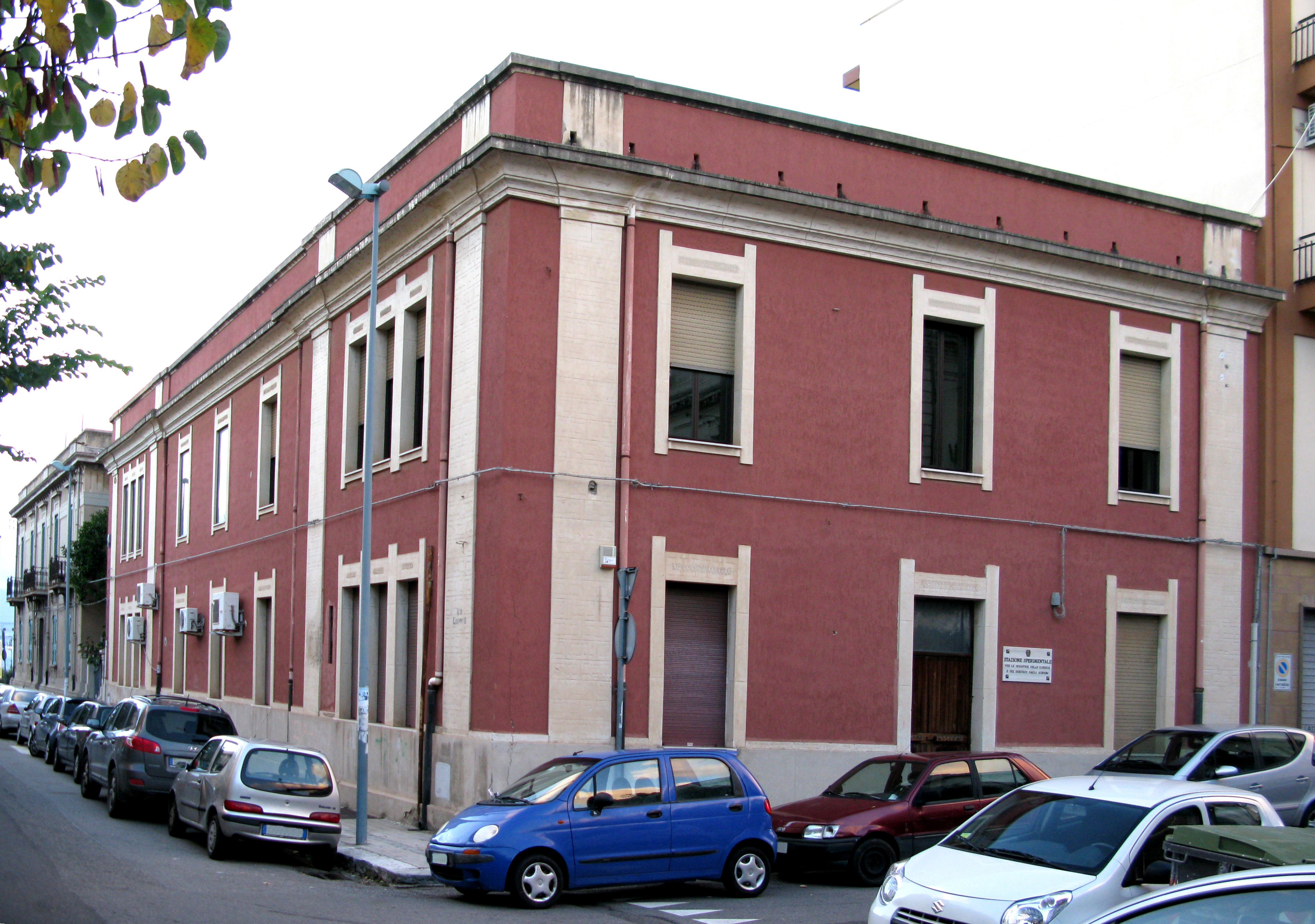
Vista del retro della Stazione

Da statuto l'azienda speciale SSEA è composta da un comitato scientifico e da due comitati operativi: uno per le essenze e l'altro per i derivati agrumari.
La struttura si articola nei laboratori chimici, biologici e tecnologici così denominati:
- oli essenziali (agrumari e non agrumari)
- succhi e derivati
- microbiologia
- qualità prodotto

L'allestimento del laboratorio diossine e microinquinanti (in collaborazione con la Stazione sperimentale per l'industria delle conserve alimentari con sede a Parma) è stato definitivamente annullato con la trasformazione della Stazione in azienda speciale, in quanto non rientrante tra i compiti e gli obiettivi della stessa.

### Accordo di collaborazione con l'UNIRC
Il 30 luglio 2013, in prefettura alla presenza del prefetto Vittorio Piscitelli, è stato firmato un accordo di collaborazione tra l'azienda speciale SSEA e l'Università "Mediterranea" di Reggio Calabria (UNIRC). L'accordo prevede un investimento di 5 milioni di euro in attrezzature, e la riqualificazione del campo sperimentale come campo catalogo.

## Gli obiettivi della Stazione
La stazione promuove il progresso tecnico e tecnologico delle industrie delle essenze e dei derivati dagli agrumi. Nel 2005 ha ottenuto la designazione da parte del Ministero delle politiche agricole e forestali (decreto ministeriale 15 novembre 2005, n. 66456) di "autorità pubblica, incaricata di effettuare i controlli sulla denominazione di origine protetta "Bergamotto di Reggio Calabria - olio essenziale", registrata in ambito Unione europea, ai sensi del regolamento (CEE) n. 2081/92". Nei suoi laboratori si effettua il controllo di qualità degli oli essenziali derivanti da vari agrumi e il rilascio dei certificati di purezza per quelli destinati all'esportazione.
Per l'olio essenziale di bergamotto la Stazione è per legge il solo ente autorizzato, eseguite le opportune analisi (chimico-fisiche, gascromatografiche e gascromatografiche chirali) e riconosciuta la genuinità dell'essenza, a rilasciare il certificato di purezza valido per l'esportazione. La Stazione ha anche il compito di rendere noti i caratteri dell'essenza di bergamotto e le eventuali variazioni annuali e di definire gli intervalli di tali caratteri entro i quali una essenza possa definirsi "genuina".

### DOP olio essenziale di bergamotto
A causa della difficile situazione dell'azienda speciale SSEA, quest'ultima non è più l'ente certificatore della denominazione di origine protetta "Bergamotto di Reggio Calabria - olio essenziale". Il Ministero delle politiche agricole alimentari e forestali con decreto 15 nov. 2012, pubblicato in Gazzetta Ufficiale n. 281 del 1º dicembre 2012, ha decretato l'affidamento dei controlli e verifiche per la denominazione di origine protetta all'istituto certificatore denominato "ICEA - Istituto per la certificazione etica e ambientale", sito in Bologna.

## Museo agrumario (o del bergamotto)

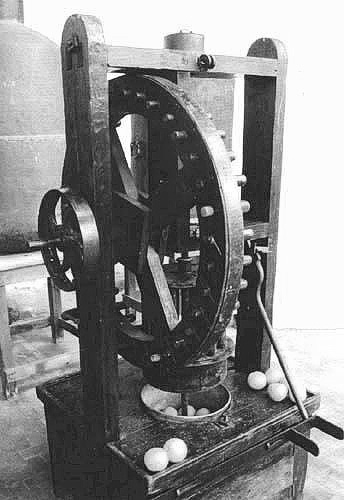
Museo del bergamotto: La macchina calabrese

Ospita diversi macchinari utilizzati per l'estrazione del succo e delle essenze dagli agrumi tra cui la macchina da bergamotti "Gangeri", derivata dal modello di "macchina calabrese" inventato nel 1840 da Nicola Barillà. Inoltre il museo ospita una raccolta fotografica che illustra la coltivazione, la raccolta e la lavorazione del gelsomino, coltivazione introdotta nel 1928 dalla stessa Stazione sperimentale nella provincia di Reggio Calabria (cfr. Costa dei gelsomini) e la coltivazione del papavero da oppio.

### Nuovo Museo del bergamotto
Dopo la rinuncia - per mancato interesse - da parte della Stazione sperimentale, il nuovo Museo del bergamotto, finanziato dalla Provincia di Reggio Calabria, sorgerà a Melito Porto Salvo.. A Reggio Calabria dal 2007 esiste il Museo del Bergamotto realizzato dall'Accademia del Bergamotto.

## Campo sperimentale
38°05′56.91″N 15°38′20.81″E

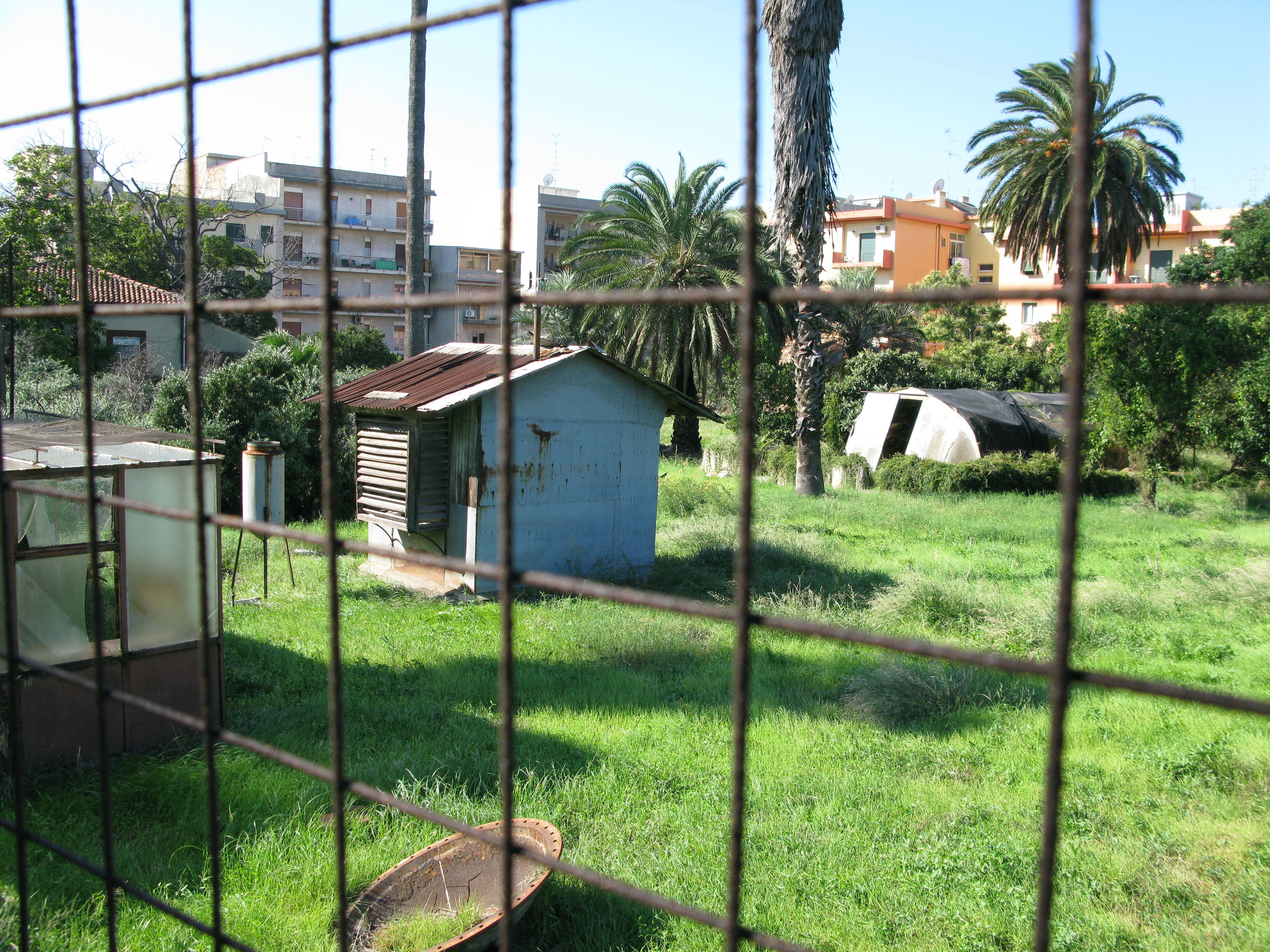
Campo sperimentale

Rientra nel patrimonio della SSEA un campo, erroneamente definito orto botanico, di circa 7000 metri quadrati, situato in pieno centro cittadino e utilizzato in passato come campo sperimentale. Attualmente versa in stato di abbandono.
L'accordo di collaborazione tra l'azienda speciale SSEA e l'Università "Mediterranea" di Reggio Calabria, prevede la riqualificazione del campo sperimentale come campo catalogo.